# Andy Schleck-CP NVST-Immo Losch
El Andy Schleck-CP NVST-Immo Losch (Código UCI: ASC) es un equipo ciclista femenino de Luxemburgo de categoría UCI Women's Continental Team, segunda categoría femenina del ciclismo en ruta a nivel mundial.

## Material ciclista
El equipo utiliza bicicletas y componentes.

## Clasificaciones UCI
Las clasificaciones del equipo y de su ciclista más destacado son las siguientes:
| Temporada | Clasificación por equipos | Mejor corredor | Posición |
| 2021      |                           | Bandera de ?   |          |

## Palmarés
Para años anteriores véase: Palmarés del Andy Schleck-CP NVST-Immo Losch.

### Palmarés 2021

#### UCI WorldTour Femenino
| Fechas | Carreras | Ganador |

#### Calendario UCI Femenino
| Fechas | Carreras | Ganador |

#### Campeonatos nacionales
| Fechas | Carreras | Ganador |

## Plantillas
Para años anteriores, véase Plantillas del Andy Schleck-CP NVST-Immo Losch

### Plantilla 2021
| Integrantes del equipo 2021 | Integrantes del equipo 2021 | Integrantes del equipo 2021       | Integrantes del equipo 2021 |
| Corredor                    | Fecha de nacimiento         | Equipo previo                     |                             |
| --------------------------- | --------------------------- | --------------------------------- | --------------------------- |
| Maïté Barthels              | 13 de noviembre de 2001     |                                   |                             |
| Mia Berg                    | 4 de agosto de 1997         |                                   |                             |
| Nina Berton                 | 3 de agosto de 2001         |                                   |                             |
| Fabienne Buri               | 17 de marzo de 1999         | Remax Cycling Team (2019)         |                             |
| Désirée Ehrler              | 20 de agosto de 1991        | Multum Accountants (2020)         |                             |
| Claire Faber                | 21 de junio de 1998         | Illi-Bikes (2020)                 |                             |
| Line Marie Gulliksen        | 4 de julio de 1990          | Hitec Products-Birk Sport (2018)  |                             |
| Mae Lang                    | 4 de febrero de 1996        | Watersley International (2019)    |                             |
| Annika Luthje               | 7 de julio de 1989          |                                   |                             |
| Lisa Müllenberg             | 21 de agosto de 1996        |                                   |                             |
| Lauren Murphy               | 26 de marzo de 1999         | Onform (2018)                     |                             |
| Mie Bjørndal Ottestad       | 17 de julio de 1997         | Hitec Products-Birk Sport (2018)  |                             |
| Carolin Schiff              | 3 de enero de 1986          | Maxx-solar Lindig (2020)          |                             |
| Zsófia Szabó                | 3 de enero de 1997          | Doltcini-Van Eyck-Proximus (2020) |                             |
| Sandra Weiss                | 27 de febrero de 1991       | Remax Cycling Team (2020)         |                             |
|                             |                             |                                   |                             |
| Fuente: ProCyclingStats     |                             |                                   |                             |